# Oncideres pallifasciata
Oncideres pallifasciata là một loài bọ cánh cứng trong họ Cerambycidae.